# Stanko Hranilović
Stanko Hranilović, (12. siječnja 1906., Zagreb - nepoznat datum, 1945., Zagreb), hrvatski novinar i hrvatski političar

## Životopis
Stanko Hranilović rođen je 12. siječnja 1906. godine u Zagrebu u plemenitaškoj obitelji Hranilović. Započeo je svoje političko djelovanje 1927. godine stupivši u Savezu hrvatske pravaške republikanske omladine (SHPRO) u sklopu HSP-a. Odgajan je od strane roditelja majke Milke rod. Brozović i oca Marka dopukovnika domobranskog zapovjedništva. Pučku školu pohađao je u Zagrebu u Samostanskoj ulici, nakon toga pohađa Kadetsku školu u Mađarskoj u mjestu Koeszig. Poslije raspada Austro-Ugarske, Stanko i svi pitomci iz Hrvatske ostaju neko vrijeme u Mariboru. Nakon toga vraća se u Zagreb, gdje upisuje gimnaziju. Stankov otac bio je sljedbenik ideja dr. Ante Starčevića i teško je primio nastajanje nove države Jugoslavije. Stanko s ocem, majkom, sestrom Marijom i bratom Markom nakon očevog umirovljenja dosta veremena provodi na očevom posjedu u Sošicama, na Žumberku. Poslije smrti oca Marka (1923.god.), majka Milka preuzela je tešku brigu za školovanje svoje troje djece. Stanko je već s 18 godina aktivno sudjelovao u radu HSP, koji je tada imao sjedište na Kaptolu 4, a ubrzo za starijim bratom u rad se uključio i mlađi Marko Hranilović. Obitelj Hranilović stanovala je u Vlaškoj ulici, odmah do kuće Mile Budaka, koji je pomagao i savjetovao braću Hranilović. Stanko je bio vrsni poznavatelj nekoliko svjetskih jezika, već 1927. izdaje “Hrvatsku zoru”, list koji je bio tiskan dijelom na hrvatskom, a dijelom na njemačkom jeziku. List je izašao svega četiri puta, a nakon toga ga je zaplijenila i zabranila tadašnja vlast. Sa sestrom i bratom pripadnik ilegalnih petorka unutar Pravačke radničke mladeži. Stanko 13. svibnja 1928. odlazi u emigraciju, a majka je Milka novčano pomogla sina da može preživjeti u emigraciji. Stanko prvo vrijeme odlazi u Beč, a nakon toga u Ameriku, gdje mu najviše pomaže rođak Milan Hranilović, koji je tada bio upravitelj župe Sv. Nikole u Clevelandu. Župnik Hranilović bio je tajnik Hrvatske lige, a bio je aktivan u radu HBZ. Tih godina Beograd je izdao nalog da se Stanko uhiti i dovede u Jugoslaviju jer je vojni bjegunac. Režim stare Jugoslavije znao je za Stankovu emigrantsku djelatnost te ga je htio pod svaku cijenu uhvatiti. Radi osobne sigurnosti, Stanko napušta Ameriku, gdje bio dvije godine, i odlazi u Italiju, gdje se susreće s većom skupinom hrvatskih emigranata. Pod imenom 1930-ih je bio glavni tajnik hrvatske emigracije u Milanu.

## Vanjske poveznice
- Tomislav Jonjić: Razgovor s Marijom Hranilović
- Udruga Žumberački uskoci U spomen na Stanka Hranilovića
- Ivan Gabelica: Revolucionarni lik i djelo Stipe Javora